# Gargando
Gargando is een gemeente (commune) in de regio Timboektoe in Mali. De gemeente telt 8500 inwoners (2009).